# Ana Maria Brânză
Ana Maria Brânză (nume de căsătorie Ana Maria Popescu; n. 26 noiembrie 1984, București, România) este o fostă scrimeră română specializată pe spadă. A fost vicecampioană olimpică la Jocurile Olimpice de vară din 2008 de la Beijing și 2020 de la Tokyo, campioană olimpică pe echipe la ediție din 2016 de la Rio de Janeiro, de trei ori campioană mondială (2019 la individual și 2010 și 2011 pe echipe) și de șapte ori campioană europeană (2013 la individual și 2006, 2008, 2009, 2011, 2014 și 2015 pe echipe). A câștigat de-a lungul carierei 14 turnee de Cupa Mondială și a fost declarată cea mai bună spadasină din lume în sezoanele 2007–2008, 2008–2009, 2012–13, 2019–20 și 2020–21.

## Viața personală
Brânză s-a născut în cartierul Rahova din București. Fiindcă era o fetiță băiețoasă, părinții ei s-au gândit să-și canalizeze energia în sport. La 10 ani, a încercat tenis de câmp, dar nu i-a plăcut. Apoi, fratele său mai mare, care juca fotbal la secția de juniori a CSA Steaua, a dus-o în sala de scrimă din Complexul Sportiv Ghencea. I-a plăcut imediat scrima și a început cariera la CSS Nr.3 Steaua cu antrenorul Radu Szilaghy. Floreta este arma tradițională de învățare, dar a ales spada pentru că era singura armă în toată sala cu mâner pentru stângaci.
Brânză a devenit campioană a României după 7 luni de antrenamente. La Campionatul național a fost descoperită de Dan Podeanu, antrenorul lotului național de spadă. La 13 ani, Brânză a plecat de la părinții ei de acasă și a venit să se antreneze la Centrul Olimpic de spadă de la Craiova. A studiat la Liceul cu Program Sportiv „Petrache Trișcu”, care, după aceea, a dat numele ei aleii care duce spre sala de scrimă. După bacalaureat, i-a fost oferită o bursă de către o universitate din America, dar a ales să rămână în România. În 2007, a absolvit Facultatea de Educație Fizică și Sport din cadrul Universității din Craiova. În același an, a fost numită maestru emerit al sportului.
Brânză a fost legitimată la CSA Steaua în cadrul secției de scrimă în 2001 cu gradul de sergent. A fost promovată la gradul de locotenent după studii și deține actualmente gradul de maior.
Brânză este ambasador al sportului universitar din cadrul Asociației Student Sport și Liga Sportului Universitar. Susține și AITA, un centru pentru copii autiști în București. În noiembrie 2013, a lansat campania Aleargă de ziua ta, care încurajează oamenii să-și sărbătorească ziua lor de naștere prin mișcare și colectarea de fonduri pentru o cauză caritabilă.
S-a căsătorit pe 15 august 2015 cu poloistul și stelistul Pavel Popescu, al cărui nume îl va purta în competiții.

## Carieră

### 2001–2008
Primul titlu național la seniori a câștigat Brânză la 15 ani din cadrul clubului LPS Craiova. În 2001 a fost legitimată la CSA Steaua cu antrenorul Cornel Milan. În același an, a obținut prima medalie de aur la Campionatul mondial de cadeți de la Gdańsk. În anul următor a luat primul loc la Campionatul mondial de juniori de la Antalya. Și în 2002, la Lisabona, a participat pentru prima dată la Campionatele mondiale de seniori. A ajuns în semifinale, unde a fost învinsă de nemțoaica Imke Duplitzer și s-a întors cu bronzul. A fost lăudată pentru „o măiestrie tactică remarcabilă pentru o fată de șaptesprezece ani și jumătate.” Apoi, a spus că este cea mai frumoasă victorie pentru ea, pentru că era foarte tânără atunci și era acolo singură, fără un antrenor pe margine.
În 2004 a câștigat medalia de aur la Campionatele de juniori pentru a doua oară consecutiv, după ce a învins-o pe italiana Bianca Del Carretto. În același an, la Atena, a participat pentru prima dată la Jocurile Olimpice. A reușit să învingă pe scrimera experimentată Adrienn Hormay din Ungaria, dar s-a oprit în tabloul de 16 în fața lui Zhang Li din China și a încheiat concursul pe poziția 16. Apoi a explicat ca s-a simțit copleșită în prezența marilor campioni și ca „un copil rătăcit printre nume mari ale sportului mondial”. În 2005 a ajuns pentru prima dată pe podium de Cupa Mondială de Scrimă cu medalia de argint la Budapesta. A încheiat sezonul pe locul 9 FIE. În 2006 și-a trecut în palmares prima medalie europeană, aurul pe echipe, după ce a învins-o pe unguroaica Tímea Nagy în ultimul releu. Victoria în fața unei dublă campioană olimpică a încurajat-o să creadă că poate să fie campioană, la rândul ei.
La Jocurile Olimpice de vară din 2008 de la Beijing a fost desemnată cap de serie numărul 2. A eliminat-o pe japoneza Megumi Harada, apoi rusoaica Liubov Șutova, și unguroaica Ildikó Mincza-Nébald în semifinale. În finala a întâlnit-o pe nemțoaica Britta Heidemann, numărul unu mondial. Heidemann a primit repede un avantaj de patru tușe. Brânză a reușit să se apropie cu 10–12 în al treilea releu, dar în cele din urmă, a fost învinsă 11–15. Atunci a atribuit victoria lui Heidemann unei formă fizică mai bună și faptului ca adversara ei s-a luptat „ca un bărbat”. Pentru medalia sa a primit Ordinul „Meritul Sportiv” clasa a II-a cu 1 baretă. A fost liderul clasamentului FIE două sezoane consecutive: 2007–2008 și 2008–2009. A fost și numită în funcția de membru în Comisia Sportivilor din Federația Internațională de Scrimă.

### 2008–2012

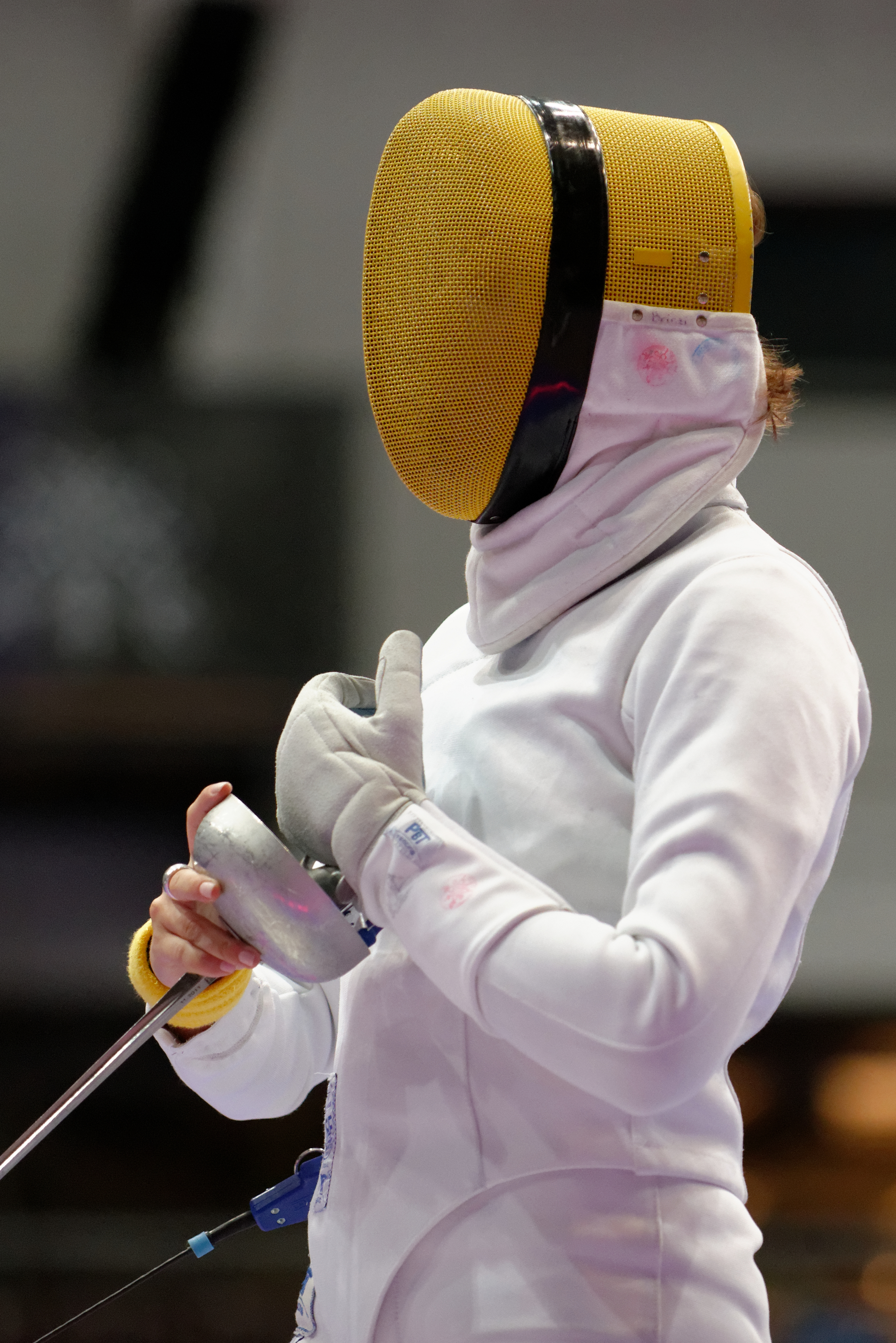
Brânză cu mască galbenă distinctivă ei

După Jocurile Olimpice, Brânză a început să se plângă de dureri la mâna stânga. La Campionatele europene de la Plovdiv a părăsit competiția încă din primele faze, dar a câștigat aurul cu echipa. A acuzat dureri mari la încheietură la Campionatele mondiale de la Antalya și a suferit o eliminare surpriză în tabloul de 32. Fiind diagnosticată cu tendinită, a fost tratată în Franța și a intrat într-un program de refacere. După mai multe luni de pauză, a câștigat prime două competiție de Cupa Mondială în care a participat. Până în 2012 inclusiv, avea nevoie de tratament medical după fiecare competiție. În 2010, la Campionatele mondiale de la Paris, Brânză a fost eliminată din nou din primele faze pe proba individuală, dar cu Simona Alexandru, Loredana Iordăchioiu și Anca Măroiu, a obținut prima medalie de aur a României în spadă pe echipe. Ea însăși a adus mai mult de jumătate din tușe României în finala împotriva Germaniei. Ultimul releu, care a încheiat cu scorul 18–10 împotriva lui Imke Duplitzer, a fost descris atunci ca „un real exemplu de tehnică și inteligentă tactică” într-un meci „de altfel destul de monoton”.
În 2011 Brânză a câștigat medalia de bronz în proba individuală și medalia de aur în proba pe echipe la Campionatele europene de la Sheffield. Ceremonia de premiere a fost marcată de un incident: Trei Culori, vechiul imnul național al României, a răsunat în loc de actualul imn Deșteaptă-te, române!. Fiind căpitanul echipei, Brânză a coborât de pe podium în semn de protest. La Campionatele mondiale de la Catania, s-a oprit în semifinale, după ce a fost învinsă de Sun Yujie din China. În proba pe echipe, autonumitele „fete Power Praf” (după desenele animate Fetițele Powerpuff) au reușit să-și păstreze medalia de aur împotriva Chinei, după o finală dramatică, în care Brânză a fost rănită de o lovitură pe mâna armată, și a trebuit să lase colega ei Simona Gherman să tragă ultimul releu.
În mai 2012, echipa României a primit de la sponsorul PBT un nou set de echipament, cu măști colorate în roșu, galben și albastru - steagul României. Brânză a ales galbenul, care a devenit astfel trademark-ul ei. Numărul unu în clasamentul FIE, era mare favorită la medalia de aur la Jocurile Olimpice din 2012 de la Londra, dar a fost eliminată în optimile de finală de o singură tușa, după prelungiri, de ucraineanca Iana Șemiakina. Liderul mondial în clasamentul pe echipe, România a fost învinsă de Coreea de Sud în primul turul și a încheiat proba fără medalie. După eșecul de la Londra, trei membre ale lotului național au decis să se retragă din sportul de performanță, dar Brânză a anunțat că își va continua cariera și că are un nou obiectiv - Jocurile Olimpice din 2016. După ce antrenorul naționalei, Dan Podeanu, și-a dat demisia, Brânză a început să se antreneze cu Octavian Zidaru.

### Sezonul 2012-2013

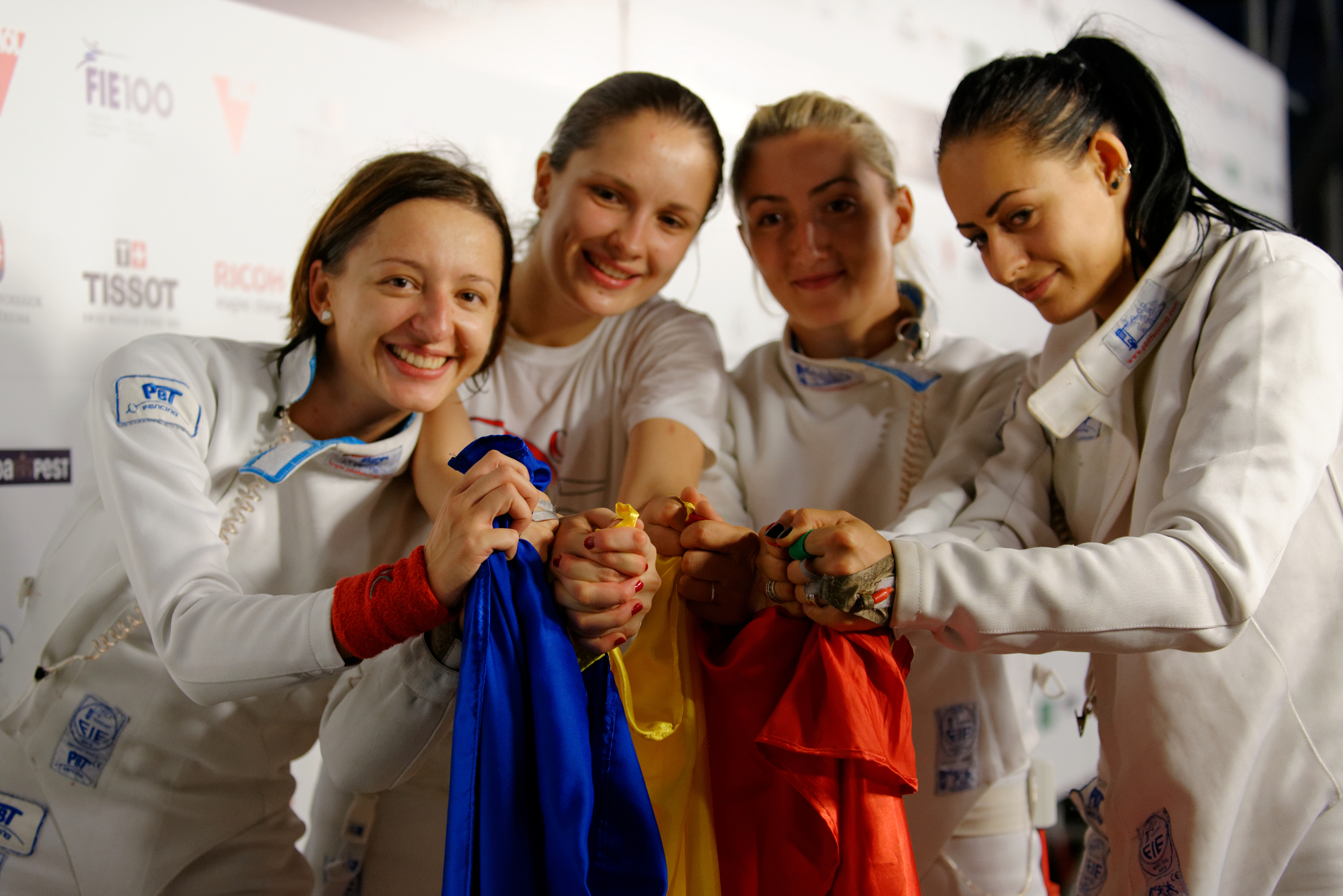
Brânză (la stânga) și colege ei sărbătoresc medalia de bronz la campionatul mondial din 2013

În sezonul 2012–2013 Brânză a urcat pe podium de șase ori din opt turnee la Cupa Mondiale, și cu două medalii de aur la Saint-Maur și la Havana. A condus pe CSA Steaua la o medalie de argint în Cupa Campionilor Europeni de la Napoli. În mai și-a câștigat al optulea titlu național individual al carierei, precum și titlul pe echipe.
Liderul clasamentului FIE, a plecat clar ca favorita la Campionatul european de la Zagreb. A învins-o strâns pe tânăra Alona Komarov din Israel în tabloul de 32, dar următoarele meciuri au fost mai ușor. Și-a adus primul titlul european după a trecut cu 15–11 de italiana Francesca Quondamcarlo în finală. În proba pe echipe, a condus o echipă a României cu trei noi membre (Simona Pop, Maria Udrea, și Amalia Tătăran) și o nouă poreclă: „Poky Power”. Ea însuși a marcat tușa decisivă în sferturile de finală împotrivă Suediei. România a dispus apoi de Ungaria, dar a pierdut împotriva Estoniei în finală, și s-a mulțumit cu argintul.
La Campionatul mondial de la Budapesta, Brânză a ajuns ușor în sferturile, dar a fost învinsă la o tușă de estoniana Julia Beljajeva, care a câștigat competiție în cele din urmă. În proba pe echipe, România a trecut succesiv de Danemarca, Venezuela, iar apoi Coreea de Sud, răzbunând înfrângerea de la Jocurile Olimpice. S-a oprit în semifinală după ce a fost zdrobit de Rusia cu 33–44, iar ulterior a întâlnit Franța în finala mică. Brânză a intrat la egalitate în ultimul releu. A bătut-o cu 8–3 pe Joséphine Jacques-André-Coquin, ducând România pe podium. A fost ales de către colegii în Comisia Sportivilor din Federația internațională de scrimă la alegerile organizate în timpul campionatelor. Pentru a treia ora a încheiat sezonul pe locul 1, egalând recordul deținut de franțuzoaica Laura Flessel-Colovic, și a primit o medalie de onoare din partea FIE la cina de gală centenară organizată la Paris, la Automobile Club de France.

### Sezonul 2013-2014

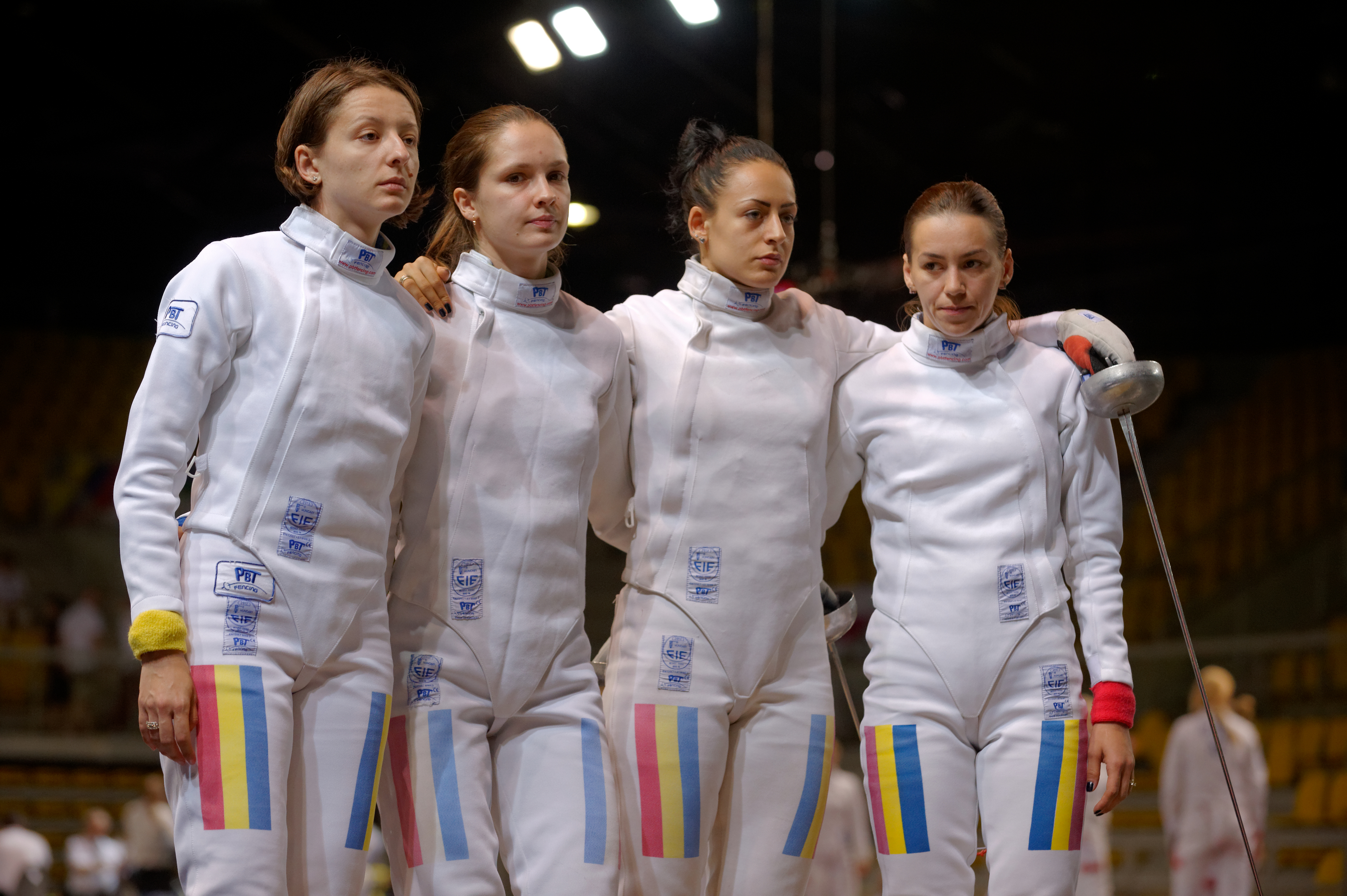
Brânză (la stânga) și colege ei la CE din 2014

În sezonul 2013–2014, a participat Brânză la World Combat Games din 2013 la Sankt Petersburg, dar nu a reușit să urce pe podium după înfrângerile cu Emese Szász și Xu Anqi. S-a clasat pe locul 5 la Doha, prima Cupă Mondială în sezonul, după a fost învinsă de unguroaica Julianna Révész cu 7–8 în sferturile de finală, dar a câștigat aurul pe proba pe echipe, lovind tușa decisivă în minutul de aur în fiecare dintre ultimele trei meciuri. Pe urmă a câștigat Grand Prix-ul de la Budapesta, trecând cu 15–7 împotriva Irinei Embrich în finala. Apoi a obținut o medalie de bronz la Saint-Maur, după a fost oprită în semifinală de chinezoaica Xu Anqi. După trei podiumuri consecutive la Barcelona, a părăsit concursul în tabloul de 8 după o înfrângere cu 15–11 împotriva chinezoaicei Qin Xue. Totuși și-a adus echipa în semifinală, unde România a fost învinsă cu 35–20 de Rusia. În finala mică în fața lui SUA, Brânză a marcat tușa decisivă în minutul de aur, aducând bronzul pentru România. Necâștigând nici o medalie în restul sezonului, a pierdut în mai locul întâi clasamentului FIE la Emese Szász.
La Campionatul european de la Strasbourg, Brânză nu și-a putut apăra titlul, fiindcă a pierdut cu 8–9 cu colega de lot Simona Gherman în tabloul de 32. Pe proba pe echipa, România, desemnată capul de serie cu numărul 2, a intrat direct în semifinală, unde a trecut de Italia cu 29–24, iar apoi a eliminat-o pe favorita, numărul 1 Rusia, după un meci tactic și foarte disputat, aducând lui Brânză al cincilea titlu european pe echipe.
Campionatele mondiale de la Kazan s-au dovedit nefaste: Brânză s-a oprit în tabloul de 16 în fața Irinei Embrich și a coborât pe locul 5 FIE. În proba pe echipe, România a trecut de Germania, dar nu a putut să învingă Italia în sferturile de finală. Brânză a intrat la egalitate în ultimul releu, și a fost bătută cu 16–8 de noua campioană mondială Rossella Fiamingo. România a încheiat proba pe locul 5 după două victorii pe mini-tabloul locurilor 5-8. În urma acestui eșec, Octavian Zidaru a fost înlocuit ca antrenor al naționalei de Dan Podeanu, pe care Brânză îl consideră al doilea tată, și care a fost convins să se întoarcă.

### Sezonul 2014-2015
Brânză a început sezonul 2014–2015 cu o medalie de argint la Cupa Mondială de la Legnano, după ce a fost învinsă cu 13–12 în minutul de aur de ucraineanca Anfisa Pocikalova. În proba pe echipa, a marcat tușa decisivă în semifinală împotriva Italiei, dar România a pierdut finală cu Estonia și s-a mulțumit cu medalia de argint. În noiembrie Brânză s-a clasat, din nou, pe locul 2 la Cupa Mondială de la Xuzhou, după ce a pierdut în finala cu Emese Szász, pe care o învinsese la Legnano în semifinală. În schimb rezultatul la proba pe echipe a fost foarte slab: România s-a oprit în tabloul de 16 în fața Germaniei cu scorul 27-21 și s-a clasat pe locul 10 după a doua înfrângere cu Coreea de Sud. La Grand Prix-ul de la Doha s-a înclinat în sferturile de finală în fața Simonei Gherman, care în cele din urmă a câștigat aurul.
Prima competiție din 2015 la Barcelona s-a dovedit a fi o dezamăgire la individual: a fost eliminată în al doilea tur de polonezei Renata Knapik, clasată pe locul 57. Pe urmă, Brânză a coborât pe poziția a opta  în clasamentul mondial. La proba pe echipe România a trecut de Israel în primul tur, apoi de China în sferturile de finală. Totuși, Brânză s-a accidentat la mâna stângă când Sun Yujie s-a ciocnit neintenționat cu ea. A tras doar un releu în semifinală cu Suedia, în care România a fost învinsă, scor fiind 45-33. Nu a participat deloc la „finala mică” împotriva Rusiei, care România a câștigat prin „tușa de aur” dată de Gherman. După zece zile de recuperare, a ajuns în sferturi la etapă de Cupă Mondială de la Buenos Aires, unde a cedat în față sud-coreeancei Shin A-lam. La proba pe echipe, România s-a clasat pe locul doi, pierzând cu Italia în finală. În martie Brânză a câștigat medalia de argint la Grand Prix-ul de la Budapesta, fiind învinsă din nou de Shin A-lam. În consecință, a urcat pe locul trei clasamentului FIE. La Cupa Mondială de la Johannesburg s-a oprit în tabloul de 16. În luni mai a fost învinsă la Campionatul național de Anca Măroiu și a rămas cu bronzul. Nu a luat parte la Grand Prix-ul de la Rio de Janeiro, fiind lăsată să se odihnească, dar a beneficiat de rezultatul mai slab al lui Shin A-lam și a urcat pe locul doi în clasamentul FIE.

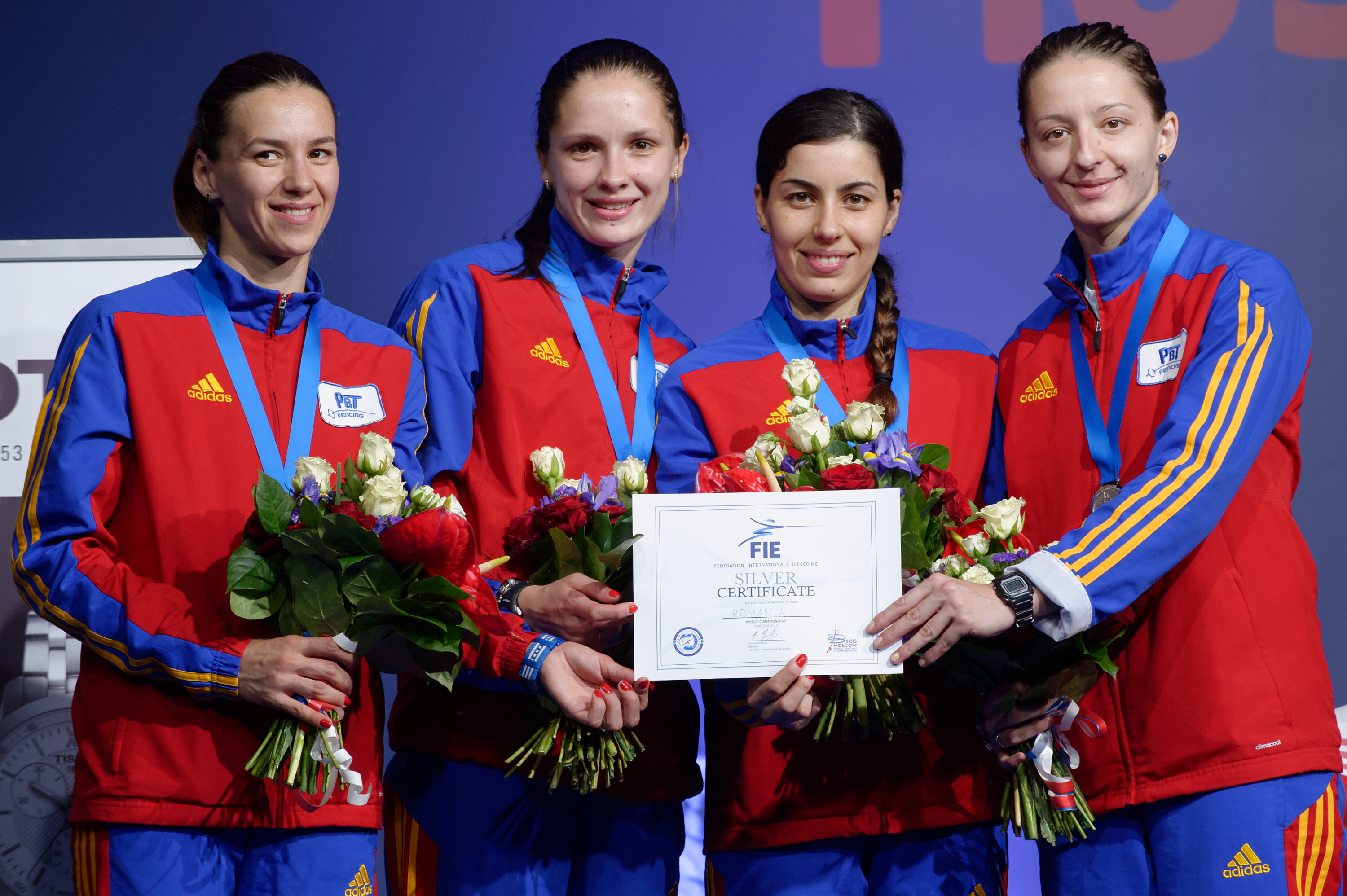
Brânză și echipă la CM din 2015

La Campionatul European de la Montreux și-a schimbat masca galbenă cu o mască cu tricolorul românesc, care a fost primit de toate echipele de scrimă ale României. La proba individuală s-a oprit lângă podium, fiind învinsă în sferturile de finală de lidera mondială Emese Szász și închizând pe locul 5. La proba pe echipe România a trecut de Ucrainia, apoi în semifinale a întâlnit echipa Suediei, pregătită de românul Adrian Pop. Brânză a intrat la egalitate în ultima perioadă. A învins-o pe căpitanul Suediei, Emma Samuelsson, cu scorul de 14-11, aducând victoria României. Lotul a întâlnit din nou echipa Estoniei în finală, ca la Zagreb 2013, dar de data astă a câștigat clar cu scorul de 45-30. A fost cel de-al șaselea titlu european pe echipe din palmaresul Anei Brânză, un număr record la spadă feminin. Câteva săptămâni mai târziu a ajuns în finala la Jocurile Europene din 2015, după ce a trecut în semifinală de estonianca Erika Kirpu în „minuta de aur”. Apoi a învins-o pe rusoaica Iana Zvereva, cucerind prima medalie de aur pentru România la Baku.
La Campionatul Mondial de la Moscova a pierdut în turul secund, scorul fiind 11-15, cu tânără estonianca Katrina Lehis, pe care o învinsese mereu până atunci. La proba pe echipe România a trecut de Turcia, Elveția, Ungaria și Ucraina, ajungând în finală, unde a întâlnit echipa Chinei. Brânză a deschis meciul împotriva lui Xu Anqi, dar nu a putut găsi ritmul, pierzând releul cu scorul 2-5. Următoarele relee au fost atât de greu: Brânză a intrat în ultimul releu la scorul 28-36, dar nu putut recupera ecartul și meciul s-a încheiat la 36-45, România rămânând cu argintul.

### Sezonul 2015-2016
În sezonul 2015–2016 a câștigat etapa de Cupă Mondială de la Nanjing, apoi a obținut o medalie de bronz la etapa de la Barcelona. În vară a obținut aurul la jocurile olimpice.

### 2017-2021

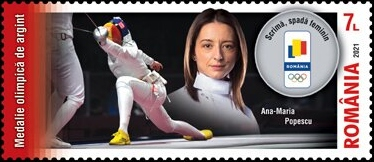
Timbru din 2021

La Campionatul Mondial din 2018 Ana Maria Popescu a câștigat medalia de argint. În 2019 a câștigat medalia de aur la Cupa Mondială de Scrimă, desfășurată la Talinn, Estonia, impunându-se în finală în fața rusoaicei Violetta Kolobova.
În 2021 a câștigat medalia de argint la Jocurile Olimpice de la Tokyo. S-a retras în luna decembrie a acestui an.

## Palmares
Jocurile olimpice
- 2004 – locul 16
- 2008 – medalia de argint  la individual
- 2012 – locul 11
- 2016 - medalia de aur  pe echipe
- 2020 - medalia de argint  la individual

Campionatele Mondiale
Cadeți:
- 2001 – medalia de aur  la individual

Juniori:

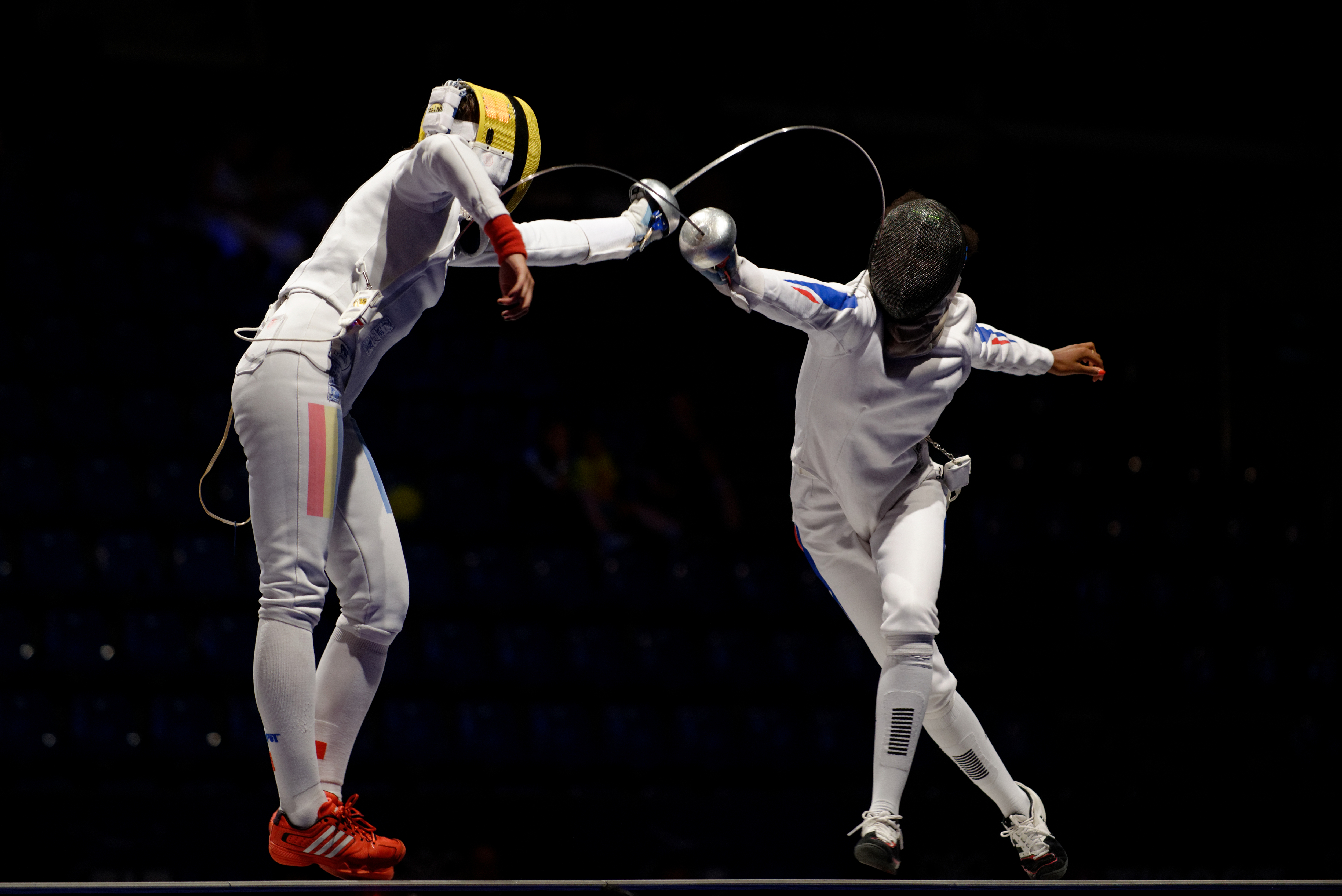
Brânză (cu mască galbenă) în timpul finalei mici împotriva Franței la Campionatele mondiale din 2013

- 2001 – medalia de argint  pe echipe
- 2002 – medalia de aur  la individual
- 2004 – medalia de aur  la individual și medalia de bronz  pe echipe

Seniori:
- 2002 – medalie de bronz  la individual
- 2010 – medalia de aur  pe echipe
- 2011 – medalie de bronz  la individual și medalia de aur  pe echipe
- 2013 – medalia de bronz  pe echipe
- 2015 – medalia de argint  pe echipe

Campionatele Europene
Juniori:
- 2002 – medalia de bronz  pe echipe

Seniori:
- 2006 – medalia de aur  pe echipe
- 2008 – medalia de argint  la individual
- 2009 – medalia de aur  pe echipe
- 2011 – medalia de bronz  la individual și medalia de aur  pe echipe
- 2012 – medalia de argint  pe echipe
- 2013 – medalia de aur  la individual și medalia de argint  pe echipe
- 2014 – medalia de aur  pe echipe
- 2015 – medalia de aur  pe echipe

Cupa Mondială
Juniori:

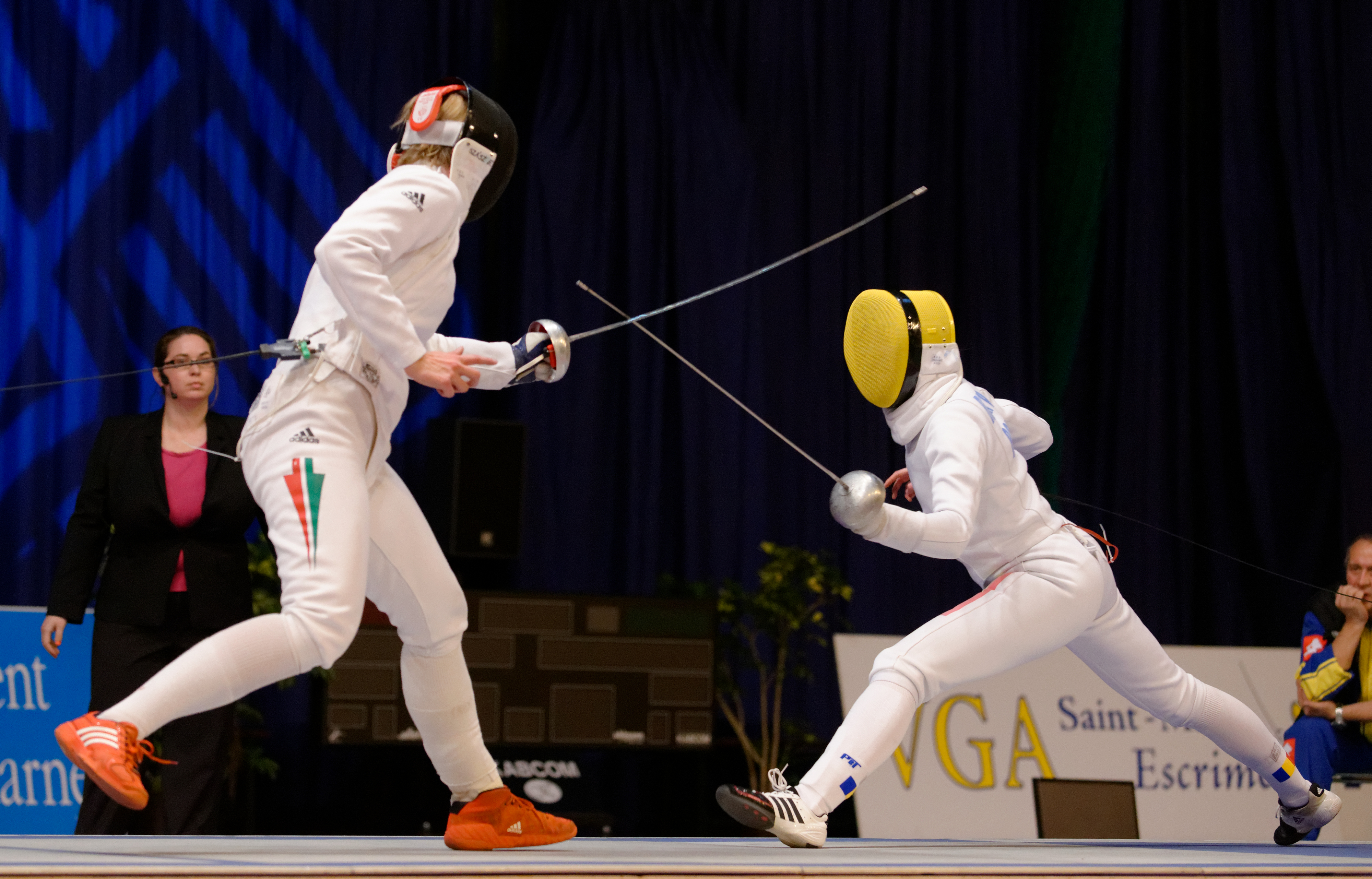
Brânză (cu mască galbenă) împotriva lui Emese Szász în timpul finalei la Cupa Mondială de la Saint-Maur din 2013

- 2000-2001 – 2 medalii de bronz   (Palermo, Tauberbischofsheim)
- 2002-2003 – 1 medalie de argint  (Bratislava)
- 2003-2004 – 1 medalie de aur  (Budapesta)

Seniori:
- Liderul clasamentului în sezoanele 2007–2008, 2008–2009, și 2012–2013
- 2004-2005 – 1 medalie de argint  (Budapesta)
- 2005-2006 – 1 medalie de aur  (Budapesta)
- 2006-2007 – 1 medalie de aur  (Florina), 1 medalie de argint  (Praga), 2 medalii de bronz  (Barcelona și Havana)
- 2007-2008 – 1 medalie de aur  (Sankt Petersburg), 2 medalii de argint  (Budapesta și Havana), 2 medalii de bronz  (orașul Luxembourg și Barcelona)
- 2008-2009 – 3 medalie de aur  (Doha, Nanjing, și Havana), 1 medalie de argint  (Roma), 2 medalii de bronz  (Saint-Maur și Florina)
- 2009-2010 – 2 medalie de aur  (Florina și Nanjing), 1  (Havana)
- 2010-2011 – 1 medalie de aur  (Barcelona)
- 2011-2012 – 1 medalie de aur  (Barcelona)
- 2012-2013 – 2 medalii de aur  (Saint-Maur și Havana), 2 medalii de argint  (Doha și Xuzhou), 2 medalii de bronz  (Budapesta și Barcelona)
- 2013-2014 - 1 medalie de aur  (Budapest), 1 medalie de bronz  (Saint-Maur)
- 2014-2015 - 3 medalii de argint  (Legnano, Xuzhou și Budapesta)
- 2015-2016 - 1 medalie de aur  (Nanjing), 1 medalie de bronz  (Barcelona)

| An  | 2003 | 2004 | 2005 | 2006 | 2007 | 2008 | 2009 | 2010 | 2011 | 2012 | 2013 | 2014 | 2015 |
| --- | ---- | ---- | ---- | ---- | ---- | ---- | ---- | ---- | ---- | ---- | ---- | ---- | ---- |
| Loc | 49   | 39   | 8    | 9    | 8    | 1    | 1    | 11   | 2    | 14   | 1    | 5    | 4    |

Jocurile Europene
- Jocurile Europene din 2015: medalia de aur  la individual, medalia de argint  pe echipe

Campionatele Mondiale Militare
Palmares:
- 2005 – medalia de aur  la individual și medalia de argint  pe echipe
- 2006 – 2 medalii de aur
- 2010 – medalia de bronz  la individual și medalia de aur  pe echipe
- 2011 – medalia de aur  pe echipe

Cupa Europei de Scrimă
Cu CSA Steaua
- 2004 – medalia de bronz
- 2005 – medalia de aur
- 2006 – medalia de argint
- 2008 – medalia de aur
- 2010 – medalia de aur
- 2012 – medalia de aur
- 2016 – medalia de aur

Campionatul Național
- medalia de aur : 1999, 2000, 2004, 2005, 2007, 2011, 2012, 2013

## Distincții
- Ordinul „Meritul Sportiv” clasa a II-a cu 1 baretă (27 august 2008)[67]
- Cetățean de onoare al Craiovei[30] și al Bușteniului[68]
- Ordinul Național „Serviciul Credincios” în grad de Cavaler (2021)[69]

## Cărți publicate
Ana Maria Brânză, En Garde!: Fetița cu masca tricoloră, Concept editorial: Alina Bâltâc, Ilustrații de Gabi Toma, București: Curtea Veche Publishing, 2018, 132 p. ISBN 978-606-44-0120-5.